# Mezinárodní organizace pro tropické dřevo
Mezinárodní organizace pro tropické dřevo (zkr. ITTO) byla zřízena Mezinárodní dohodou o tropickém dřevě z roku 1983. Sídlo Organizace se nachází v Jokohamě.
Organizace vykonává svou činnost prostřednictvím Mezinárodní rady pro tropické dřevo, která je nejvyšším orgánem ITTO. Kromě rady jsou zřizovány specializované výbory a pomocné orgány.
Postavení ITTO upravují Mezinárodní dohody o tropickém dřevě z let 1983, 1994 a 2006.
Členská práva České republiky v organizaci vykonává Evropské společenství.